# Sítios de arte rupestre de Tanum
Os sítios de arte rupestre de Tanum estão situados a 1km da localidade de Tanumshede, no município de Tanum na província histórica da Bohuslän, na Suécia.
O maior de todos estes sítios está localizado em Vitlyckehällen, e contém mais de 300 figuras, entre as quais a famosa “Brudparet” (Os noivos).
Os sítios de arte rupestre de Tanum estão classificados como Património Mundial desde 1994.